# Бзич
Бзич (рус. Бзыч; адиг. БзычI) малена је река која протиче преко територије Сочинског округа Краснодарског краја, на југозападу Руске Федерације.
Свој ток започиње на северним обронцима планине Велика Чура, на крајњем западном делу Великог Кавказа. Дужина њеног тока је 25 км, а површина басена око 110 км². Улива се у реку Шахе као њена лева, и највећа притока, узводно од села Бзогу.  